# Fluoroctan sodný
Fluoroctan sodný (též fluoracetát sodný; systematický název je fluorethanoát sodný) je organická sloučenina se vzorcem FCH2CO2Na. Tato bezbarvá sůl je prudkým metabolickým jedem. V přírodě se vyskytuje v mnohých rostlinách, které chrání proti okusu býložravci, vyrábí se také synteticky. Je solí kyseliny fluoroctové. Rozšířenější kyselina trifluoroctová a její deriváty jsou mnohem méně toxické. Používá se jako pesticid, hlavně proti škůdcům z řad savců.

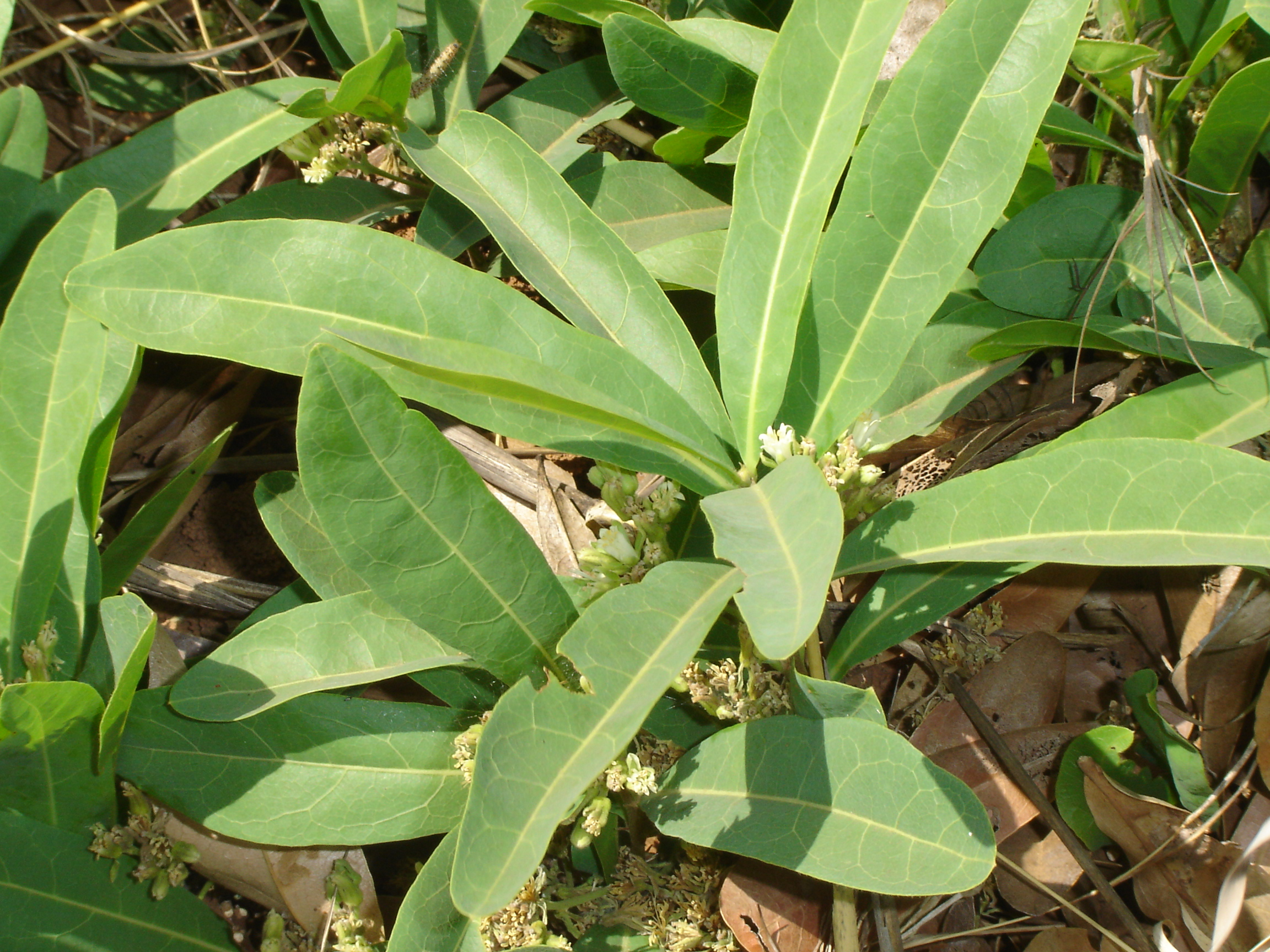
Rostlina Dichapetalum cymosum obsahující fluoroctan sodný